# Marzena Bogus-Spyra
Marzena Agnieszka Bogus-Spyra (ur. 28 czerwca 1965) – historyczka, pedagożka, arteterapeutka, metodyczka plastyki.

## Życiorys
W 1988 roku uzyskała magisterium na WSP w Częstochowie na kierunku Wychowanie Plastyczne (temat pracy: Różne formy mecenatu państwa nad rozwojem edukacji plastycznej dzieci i młodzieży na przykładzie wybranych instytucji i placówek kulturalno-oświatowych). W 2005 obroniła doktorat w Instytucie Badań Edukacyjnych w Warszawie w dyscyplinie pedagogika (temat dysertacji: Działalność oświatowa Polaków na Śląsku Cieszyńskim i jej znaczenie dla rozwoju regionu na przykładzie rodu Kotulów (1848–1956)). Stopień doktora habilitowanego w dyscyplinie historia uzyskała w 2023 roku na Uniwersytecie Jana Długosza w Częstochowie. Tematem osiągnięcia naukowego była Oświata elementarna w procesach modernizacji społeczeństwa do 1918 r. ze szczególnym uwzględnieniem nauczycieli szkół ludowych (na przykładzie pogranicza polsko-czeskiego na Śląsku Austriackim), na którą składał się cykl 16 publikacji.
Pracuje na stanowisku profesora w Katedrze Badań nad Edukacją Wydziału Nauk Społecznych Uniwersytetu Jana Długosza w Częstochowie. Jest certyfikowaną arteterapeutką Stowarzyszenia Arteterapeutów Polskich „Kajros” i superwizorką tego stowarzyszenia dla osób ubiegających się o Certyfikat Edukatora Arteterapii (kadencja 2021–2026). Wolontariuszka na rzecz dzieci i młodzieży, w tym ze specjalnymi potrzebami edukacyjnymi (przeprowadziła ponad 150 warsztatów edukacyjno-artystycznych).

## Książki
- Kotulowie i ich działania oświatowe na Śląsku Cieszyńskim w XIX i XX wieku, wyd. Filozoficka Fakulta Ostravske Univerzity w Ostrave, Ostrava 2006.
- Nauczyciele szkół ludowych Śląska Cieszyńskiego w XIX i na początku XX wieku. Uwarunkowania prawne i zawodowe, Czeski Cieszyn – Częstochowa 2013.
- Andrzej Cinciała, Dziennik 1846–1853, cz. 1-2, wyd. M. Bogus, „Bibliotheca Tessinensis”, t. 7, „Series Polonica”, nr 4, Cieszyn 2015. (+ płyta DVD z tekstami edytowanych dokumentów).
- Nauczyciele oraz ich stowarzyszenia na tle dyskursu społecznego w modernizującej się Europie, Toruń 2019 (współautor: Janusz Spyra).

## Książki pod redakcją
- Język – szkoła – przestrzeń jako determinanty rozwoju kultury Śląska Cieszyńskiego/ Jazyk– škola – prostor jako determinanty kulturního vývoje Těšínského Slezska, red. M. Bogus, Czeski Cieszyn / Český Těšín 2012.
- Nasze kunsztowanie w warsztatach artystycznych, projektach twórczych, akcjach plastycznych i podróżowaniu wyobraźni, red. M. Bogus, Częstochowa 2016.
- Mateczniki plastyki – wyspy interesujących technik, red. M. Bogus, Częstochowa 2018.
- Sklejarzony kolaż, red. M. Bogus-Spyra, Częstochowa 2019.